# Sebedaios
Sebedaios eller Sebedeus (hebreiska: Zebediah, Zibhdi eller Zabdi, "Guds gåva", jfr. Mattitjahu) var enligt Nya Testamentet en hebreisk fiskare, förmodligen från Kafarnaum eller Betsaida i Galileen. Han var far till Jakob (Yaakov) och Johannes (Yoḥanan), två av Jesu apostlar. Deras mor, och högst troligen också Sebedaios hustru, brukar inom Katolska kyrkan identifieras med Maria Salome. Tatianus, som var Justinus Martyrens lärjunge, gör dock inte denna identifikation i Diatessaron (ca. 150-160 e.Kr.).
Sebedaios verkar ha varit en man med en särskild ställning i Kafarnaum eftersom han ägde två båtar (Lukasevangeliet 5) och hade flera tjänare (Markusevangeliet 1:20). När Jesus kallade Jakob och Johannes lämnade de Sebedaios i sin båt. Han omnämns inte vid något senare tillfälle.
Sebedaios namn nämns i följande bibelverser: Matt. 4:21; 10:2; 20:20; 26:37; 27:56, Mark. 1:19; 1:20; 3:17; 10:35, Luk. 5:10 och Joh. 21:2.